# Brigitte Albrecht-Loretan
Brigitte Albrecht-Loretan (n. 6 octombrie 1970, Lax⁠(d), Cantonul Valais, Elveția) este o schioară de fond ce a reprezentat Elveția, medaliată olimpică. A participat la 4 ediții ale Jocurilor Olimpice (1992, 1994, 1998, 2002) în care a câștigat o medalie de bronz.